# Gamze Topuz
Gamze Topuz (* 8. Oktober 1983 in Istanbul) ist eine türkische Schauspielerin und Model.

## Leben und Karriere
Topuz wurde am 8. Oktober 1983 in Istanbul geboren. Sie studierte an der İstanbul Bilgi Üniversitesi. Ihr Debüt gab sie 2004 in der Fernsehserie En iyi arkadaşım. Von 2007 bis 2008 war sie in der Serie Doktorlar zu sehen. 2009 trat sie in dem Film Süpürrr! auf. Anschließend spielte sie in der Serie Aşk ve ceza mit. Ihre erste Hauptrolle bekam Topuz in Mavi Kelebekler. Außerdem wurde sie für die Serie Evli ve Öfkeli gecastet. 2014 heiratete sie den türkischen Schauspieler Ümit Kantarcılar. Das Paar ließ sich 2016 scheiden. Zwischen 2022 und 2023 trat Topuz in Sipahi.

## Filmografie
Filme
- 2009: SüpüRRR
- 2015: Sevimli Tehlikeli

Serien
- 2004: En İyi Arkadaşım
- 2005: Beşinci Boyut
- 2007–2008: Doktorlar
- 2010: Aşk ve Ceza
- 2010: Türk Malı
- 2010: Küçük Sırlar
- 2010: Şefkat Tepe
- 2013: Benzemez Kimse Sana
- 2013: Güzel ve Çirkin
- 2015–2016: Evli ve Öfkeli
- 2016–2017: Hayat Bazen Tatlıdır
- 2017: Söz
- 2018: Erkenci Kuş
- 2019: Arka Sokaklar
- 2022–2023: Sipahi